# Dichagyris dumosa
Dichagyris dumosa är en fjärilsart som beskrevs av Donzel 1837. Dichagyris dumosa ingår i släktet Dichagyris och familjen nattflyn. Inga underarter finns listade i Catalogue of Life.